# Коб Ајланд (Мериленд)
Коб Ајланд (енгл. Cobb Island) насељено је место без административног статуса у америчкој савезној држави Мериленд.

## Демографија
По попису из 2010. године број становника је 1.166.
| Група             | 2000.    | 2010.         |
| Белци             | 0 (0,0%) | 1.068 (91,6%) |
| Афроамериканци    | 0 (0,0%) | 37 (3,2%)     |
| Азијати           | 0 (0,0%) | 7 (0,6%)      |
| Хиспаноамериканци | 0 (0,0%) | 18 (1,5%)     |
| Укупно            | 0        | 1.166         |